# Logan Lucky
Logan Lucky (bra: Logan Lucky - Roubo em Família) é um filme de comédia estadunidense de 2017 dirigido por Steven Soderbergh, baseado em um roteiro escrito por Rebecca Blunt. É estrelado por Channing Tatum, Adam Driver, Riley Keough, Daniel Craig, Seth MacFarlane, Katie Holmes, Hilary Swank, Katherine Waterston e Sebastian Stan. 
O filme teve sua estreia em Knoxville, Tennessee, em 9 de agosto de 2017, e foi lançado nos Estados Unidos em 18 de agosto de 2017 pela Bleecker Street. Recebeu críticas positivas, com muitos elogiando as atuações do elenco e a direção de Soderbergh, e arrecadou US$ 48 milhões em todo o mundo.

## Elenco
- Channing Tatum como Jimmy Logan
- Adam Driver como Clyde Logan
- Daniel Craig como Joe Bang
- Riley Keough como Mellie Logan
- Katie Holmes como Bobbie Jo Chapman
- Farrah Mackenzie como Sadie Logan
- Katherine Waterston como Sylvia Harrison
- Dwight Yoakam como Warden Burns
- Seth MacFarlane como Max Chilblain
- Sebastian Stan como Dayton White
- Brian Gleeson como Sam Bang
- Jack Quaid como Fish Bang
- Hilary Swank como Sarah Grayson
- David Denman como Moody Chapman
- Jim O'Heir como Cal .
- Macon Blair como Brad Noonan
- Charles Halford como Earl

## Lançamento
A Fingerprint Releasing e a Bleecker Street lançaram o filme em 18 de agosto de 2017. Logan Lucky é o primeiro filme lançado pela Fingerprint Releasing, que Soderbergh criou para distribuição filmes de forma independente.

## Recepção
No Rotten Tomatoes, o filme tem um índice de aprovação de 92% com base em resenhas de 282 críticos, com uma nota média de 7,5/10. O consenso crítico do site diz: "Diversão de alta octanagem que é montada de maneira inteligente sem parecer exagerada, Logan Lucky marca um final bem-vindo à aposentadoria de Steven Soderbergh - e prova que ele não perdeu sua capacidade de entreter". No Metacritic, o filme tem uma pontuação de 78 de 100, com base em 51 avaliações, indicando "críticas geralmente favoráveis".